# Sybra epilystoides
Sybra epilystoides là một loài bọ cánh cứng trong họ Cerambycidae.